# Леро, Жан
Жан Мари Аполинер Леро (фр. Jane Marie Apolinaire Léro, также Жанна Леро, Jeanne Léro; 8 февраля 1916 года, Ле-Ламантен, Мартиника — 17 июля 1961 года, Мартиника) — мартиникская феминисткая и коммунистическая активистка.

## Биография
Была пятым ребёнком из восьми. Училась в колониальной школе-интернате (Pensionnat Colonial) для девочек в Фор-де-Франс, а затем поступила в лицей Шёльшера, специализация которого на математике и естественных науках была необычна для учениц того времени. Леро степень бакалавра по математике в 1937 или 1938 году.
В отличие от своих братьев, она не могла продолжить высшее образование во Франции из-за своего пола. Её братья Телю и Этьен во время учёбы в Париже в 1930-х годах сотрудничали с радикальным студенческим журналом Мартиники Légitime Défense.
Леро открыла небольшой магазин, ставший местом встречи политически активных мартиниканцев. Среди прочего, они читали литературный журнал Tropiques, в котором такие авторы, как Эме Сезер, размышляли о колонизации, политике и расе.

## Активизм
Леро вступила в Мартиникскую федерацию Французской коммунистической партии в 1943 году. В 1944 году на первых выборах, к которым были допущены женщины Мартиники, она организовывала избирательные кампании и участвовала в конференциях. Она также писала статьи для партийного журнала Justice.
В июне 1944 года Жан Леро и её невестка Ива возглавила создание Союза женщин Мартиники (l’UFM; Union des Femmes de la Martinique), связанного с компартией. Эта феминистская организация, объединившая коммунисток и демократок, боролась за социальное обеспечение, доступность образования и особенно здравоохранения. Она была радикальной в своей критике социально-экономического неравенства и предоставляла женщинам множество социальных услуг, игнорируемых французским правительством. Леро возглавляла Союз женщин с 1947 до 1949 года, когда уехала во Францию, чтобы получить высшее образование в области социальной работы. Получив степень в Париже в 1951 году, она несколько лет проработала во Франции.
Леро вернулась на Мартинику в 1956 году, чтобы организовать социальные службы в департаменте Фор-де-Франс в качестве государственной служащей. Местный политический ландшафт изменился, и Леру разрывалась между верностью коммунистической партии и дружбой с покинувшими ту супругами Сезер.

## Память
Её жизнь и деятельность вновь попали в фокус интереса на Мартинике, начиная с 2000-х годов. Она стала предметом исследований таких авторов, как Клара Пальмисте, Сесиль Сельма и Аннет Жозеф-Габриэль.
Центр реагирования на домашнее насилие Союза женщин Мартиники в Фор-де-Франс был переименован в «Здание Жан Леро» в 2002 году.